# 인천공항에너지
인천공항에너지(Incheon Airport Energy)는 인천국제공항의 경쟁력 강화와 에너지공급체계 기틀을 확고히 하기 위해 설립된 주식회사로 대한민국 국토교통부 산하 인천국제공항공사의 자회사이다. 인천광역시 중구 영종해안북로1050번길 78-43 (운서동)에 위치하고 있다.

## 연혁
- 1997년 5월 19일 인천공항에너지(주) 설립
- 1997년 11월 18일 집단에너지사업 허가 (제97-4호)
- 2000년 2월 1일 공항 시운전용 전력공금 개시
- 2000년 10월 31일 열병합발전소 준공
- 2001년 3월 29일 열병합발전소 상업운전 개시
- 2009년 12월 인천국제공항공사에 피인수[1][2]
- 2010년 4월 1일 집단에너지사업 변경허가 (지식경제부)

## 조직

### 대표이사

#### 관리본부

##### 경영지원부
- 고객지원과
- 경영관리과

#### 기술본부

##### 발전부
- 발전계획과
- 발전운영과

##### 시설부
- 시설계획과
- 기계과
- 계전과

## 사건·사고 및 논란

### 인천국제공항공사에 피인수
2010년 2월 11일 경제개혁연대는 "감사원에 공문을 보내 인천국제공항공사의 인천공항에너지 인수 건과 관련해 국토해양부와 인천국제공항공사에 대한 감사를 요청했다"라고 밝혔다. 한편, 인천국제공항공사 이사회는 2009년 12월 23일 인천공항에너지 지분인수를 결정하고 동월 31일 아시아나 항공과 현대중공업의 보유지분 65%를 인수했다. 인천공항에너지는 1997년 민자유치로 설립된 회사로 35%의 지분을 보유한 아시아나항공이 최대주주, 공사(지분 34%)와 현대중공업(지분 31%)이 각각 2대, 3대 주주로 참여해 왔다.
인천공항에너지는 사업 초기부터 경영에 어려움을 겪어 2008년 감사원으로부터 청산 권고를 받았으며 이에 따라 국토해양부가 청산을 추진해왔으나 2009년 7월 갑자기 방침을 바꿔 공사로 하여금 인수하도록 한 것이다. 공사는 인수 과정에서 아시아나항공과 현대중공업의 지분을 무상으로 넘겨받는 대신 차입금에 대한 지급보증마저 승계해 1400억원 규모의 부실채무를 떠안았다.
2011년 12월 1일 감사원이 인천국제공항공사 기관운영감사 결과 부실하게 인수업무를 처리한 서울지방항공청과 인천국제공항공사에 주의를 요구했다고 밝혔다. 감사원은 "인수회사의 가치 평가에 대한 용역을 부실 당사자인 인천공항에너지에 맡기기까지 했다."라고 지적했다. 감사원이 보고서 등을 재검토해 주식가격을 산정한 결과 인천공항에너지의 주당 가치는 -823원으로, 당시 용역 보고서(1주에 4193원)와는 큰 차이가 있었으며 수익기간을 길게 평가하는 등 사업성을 과대평가한 것이 드러났다.

### 자본잠식 및 돈잔치 논란
2012년 1월 26일 인천국제공항공사 감사실은 자회사인 인천공항에너지(주)가 공기업 경영 지침을 어기고 지나친 급여 인상과 복지혜택을 제공했다는 감사 결과를 발표했다. 인천공항에너지는 직원 자녀에 대해 국·공립대는 전액, 사립대는 90%까지 학자금을 지원하고 있으나 이는 '공공기관 운영에 관한 법률'에 따라 공공기관으로서 대학생 자녀 학자금은 융자방식으로 지원해야 하는 공기업·준정부기관의 예산 편성 및 집행 지침을 위반했다는 것이다. 또 규정에 없는 미취학 자녀 지원금(반기별 10만 원), 초·중학교 입학 축하금(10만 원)이 별도로 지급되고 있는 것으로 조사됐다.